# Debbe Dunning

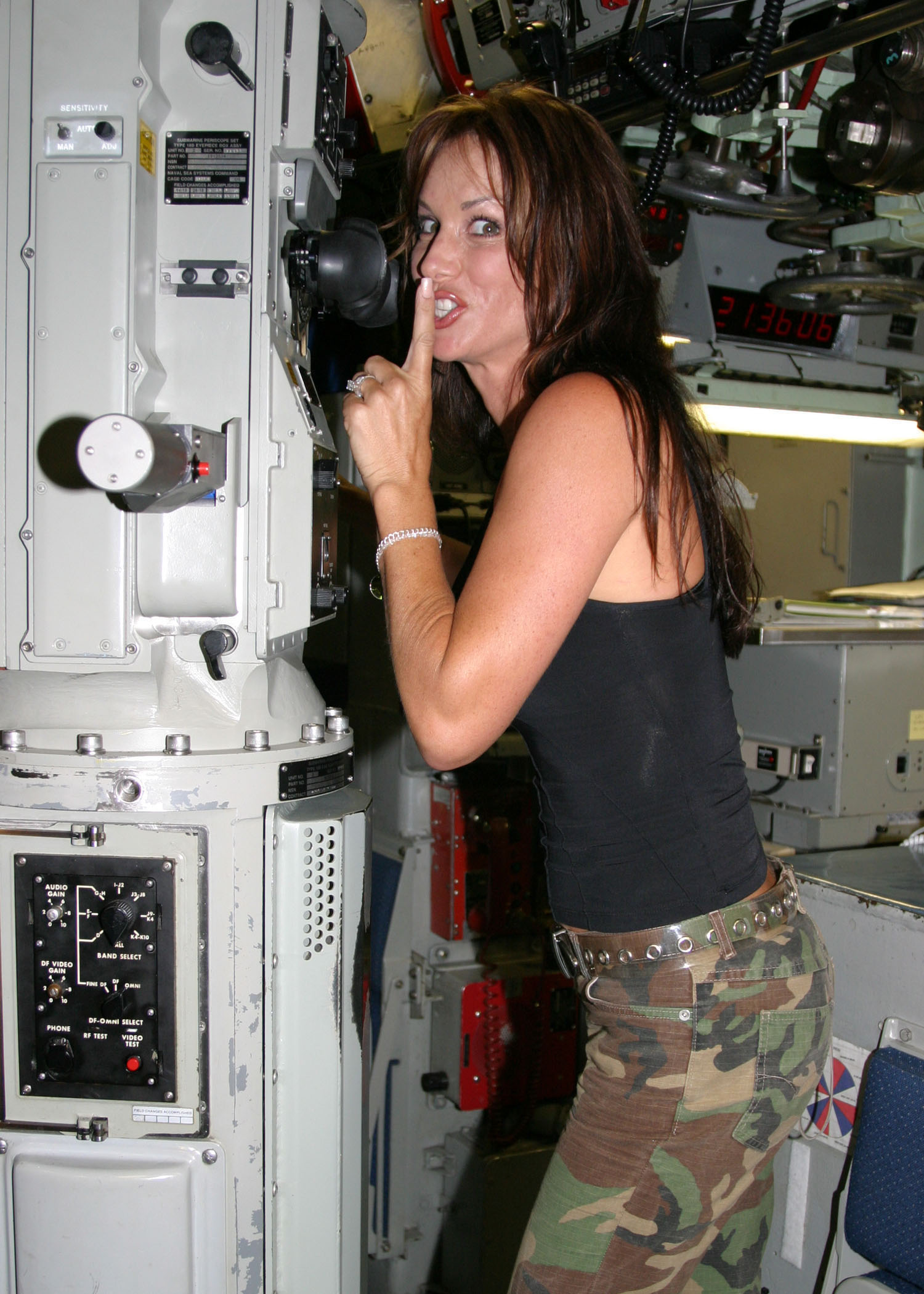
Debbe Dunning an Bord der Key West (2003)

Debbe Dunning (* 11. Juli 1966 in Burbank, Kalifornien) ist eine US-amerikanische Schauspielerin.

## Leben
Dunning ist bekannt für die Rolle der Heidi in der Fernsehserie Hör mal, wer da hämmert (Home Improvement). Sie hatte auch Gastauftritte in anderen Fernsehserien und Filmen, unter anderem 1988 in Scharfe Kurven (als „Debra Dunning“), 1990/1991 in Eine schrecklich nette Familie, 1994 in Renegade – Gnadenlose Jagd, 1995 in Baywatch und 2002 in Sabrina – Total Verhext!.
Sie war von 1997 bis 2018 mit dem zweifachen Volleyball-Olympiasieger Steve Timmons verheiratet. Die beiden haben eine Tochter und einen Sohn.

## Filmografie (Auswahl)
- 1988: Scharfe Kurven (Dangerous Curves)
- 1990: ABC TGIF (Fernsehserie)
- 1990: Wer ist hier der Boss? (Who’s the Boss?, Fernsehserie, eine Folge)
- 1990: Dream On (Fernsehserie, eine Folge)
- 1990–1991: Eine schrecklich nette Familie (Married… with Children, Fernsehserie, zwei Folgen)
- 1991: Charlie Hoover (Fernsehserie, eine Folge)
- 1992: Verducci und Sohn (Vinnie & Bobby, Fernsehserie, eine Folge)
- 1992–1999: Hör mal, wer da hämmert (Home Improvement, Fernsehserie, 135 Folgen)
- 1994: Renegade – Gnadenlose Jagd (Renegade, Fernsehserie, Folge 2x15 „In der Falle“ Orig. „Hostage“[1])
- 1994: Geschichten aus der Gruft (Tales from the Crypt, Fernsehserie, eine Folge)
- 1994, 1996: Palm Beach-Duo (Silk Stalkings, Fernsehserie, zwei Folgen)
- 1995: Baywatch – Die Rettungsschwimmer von Malibu (Baywatch, Fernsehserie, eine Folge)
- 1995: Burkes Gesetz (Burke's Law, Fernsehserie, eine Folge)
- 1995: The Eddie Files (Fernsehserie, eine Folge)
- 1995: The Misery Brothers
- 1995: Spring Break Blast (Fernsehfilm)
- 1996: Das Leben und Ich (Boy Meets World, Fernsehserie, eine Folge)
- 1996: Space Platoon (Leprechaun 4 – In Space)
- 2000: Stummer Schrei – Und keiner kann dir helfen (The Spiral Staircase, Fernsehfilm)
- 2002: Sabrina – Total Verhext! (Sabrina, the Teenage Witch, Fernsehserie, eine Folge)
- 2002: Now You Know
- 2003: Tim Allen präsentiert: Das große Special zu „Hör’ mal, wer da hämmert!“ (Tim Allen Presents: A User’s Guide to ‘Home Improvement’, Fernsehfilm)
- 2006–2007: Wicked Wicked Games (Fernsehserie, sieben Folgen)